# ロラパルーザ
ロラパルーザ（英: Lollapalooza）は、アメリカ合衆国イリノイ州シカゴにて毎年開催されるロック・フェスティバル、および同名を冠した世界各地で開催されているフェスティバル・ブランド。シカゴの他に、チリ・ブラジル・アルゼンチン・ベルリン・パリ・ストックホルムで開催されている。

## 概要
オルタナティヴ・ロック、パンク・ロック、ヒップホップなど、様々なジャンルのミュージシャンが公演するほかダンスパフォーマンスやコメディなどの公演も行う。1991年にジェーンズ・アディクションのボーカルであるペリー・ファレルが組織したロラパルーザは、北米各地をツアーする形態をとったロック・フェスティバルで、オルタナティブ・ミュージックの隆盛に伴い、1990年代のアメリカの若者文化の重要な一部を担う存在となった。
1997年でいったん終了した後、2003年に復活したが、チケットの売り上げが思わしくなかったこともあり、2004年は開催されなかった。2005年以降、テキサス州オースティンに本拠をおくキャピタル・スポーツ・エンタテインメントが運営を行い、シカゴ都心の大規模公園であるグラント・パークを毎年の会場とする週末開催型の野外フェスティバルに変更された。2011年より、国外進出を始め、シカゴの他にも世界各地で開催されるようになった。

## 経緯

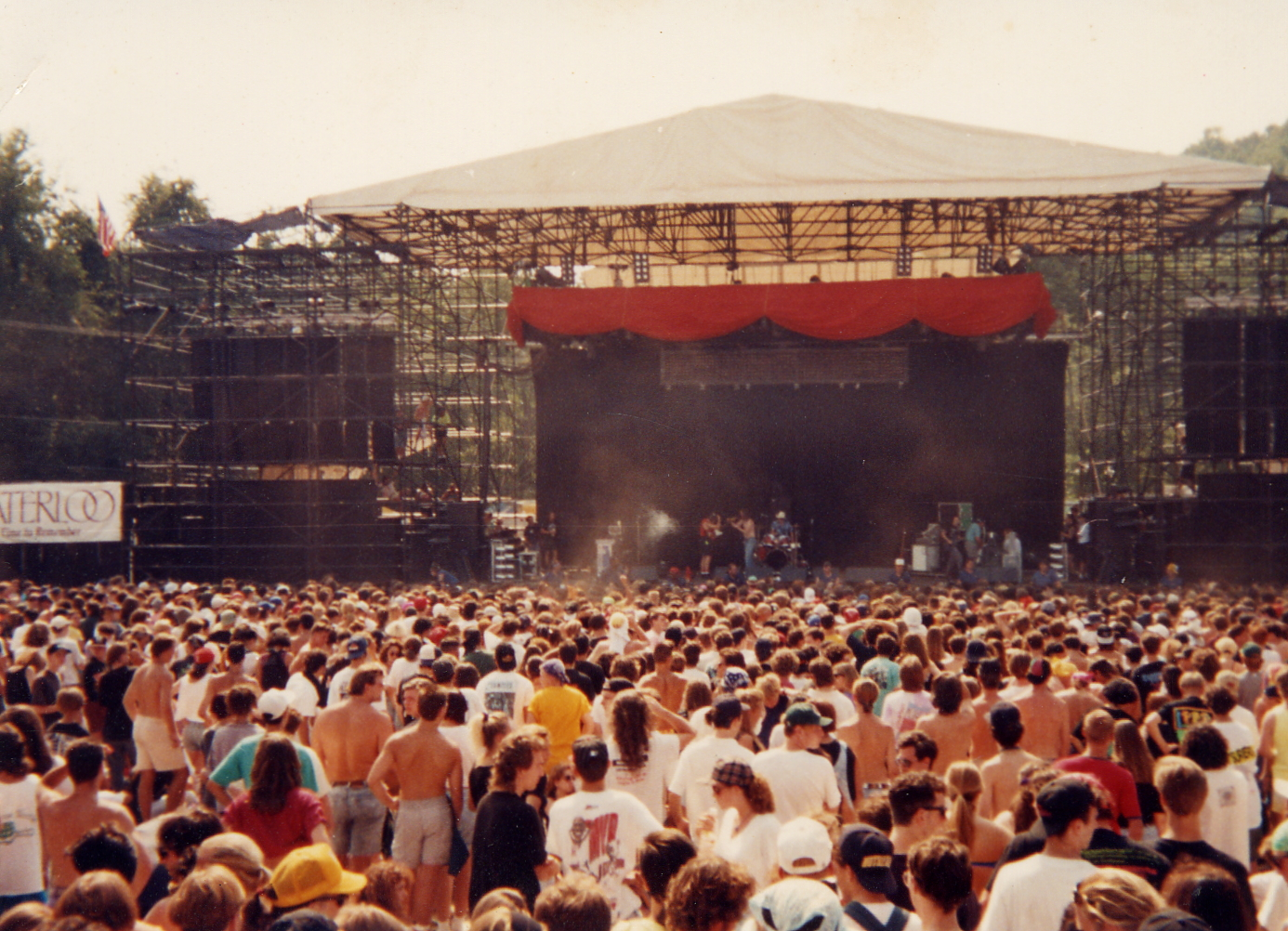
ニュージャージーでのロラパルーザ（1991年）

ペリー・ファレルは1990年、ジェーンズ・アディクションの解散にあたり、単独の全米解散ツアーの代わりに多くのバンドとともに全米を回る「ロラパルーザ・フェスティバル」の開催を考えた。「ロラパルーザ」は「傑出した、普通でないもの」という意味の言葉で、ファレルは短編コメディ映画『三ばか大将』（英: Three Stooges）シリーズの一編でその言葉を知り、語感が気に入ったので、フェスティバルの名称に採用したという。
これに先立つ1990年の夏には「ギャザリング・オブ・ザ・トライブス」（英: A Gathering of the Tribes）が、カリフォルニア州のサンノゼ・ロサンゼルスの2か所にて開催された。2日間のコンサートは、伝説的なプロモーターのビル・グラハムとロックバンド「ザ・カルト」のリードシンガーであるイアン・アストベリーが組んで行われた。
イギー・ポップ、サウンドガーデン、クイーン・ラティファ、ザ・クランプス、インディゴ・ガールズ、レニー・クラヴィッツ、ジョーン・バエズ、スティーヴ・ジョーンズ（元セックス・ピストルズ）、パブリック・エナミーら、ヒップホップやロックなどのミュージシャンが参加し、成功裏に終わった。
本コンサートは、異なったジャンルのミュージシャンの混ざり合ったフェスティバルの可能性や、オルタナティヴ・ミュージックの市場の可能性を指し示したものだった。ペリー・ファレルもロサンゼルスのコンサートに観客として参加しており、こうしたさまざまなミュージシャンを集めた移動型フェスティバルの全国版があってしかるべきだと考えた。
ロラパルーザは、かつてのウッドストック・フェスティバルやギャザリング・オブ・ザ・トライブスといった単発のフェスティバルとは異なり、毎年開催され、しかもアメリカからカナダにかけての多くの都市を数ヶ月かけて巡回するフェスティバルであった。こうした先鋭的なミュージシャンが参加するフェスティバルが、東海岸や西海岸の大都市近郊だけではなく、中西部や南部など内陸部の地方都市へも巡回したことは、アメリカにおける1990年代のオルタナティブ・ミュージックの活性化に一役買ったといえる。
1991年の第1回は、ラッパーのアイス-Tからインダストリアルのナイン・インチ・ネイルズまでがヘッドライナーとして参加するジャンル横断的な顔ぶれであり、音楽産業からの独立の雰囲気に満ちていた。
ロラパルーザのもう一つの要点は、音楽以外のサブカルチャーを多く取り上げたことであり、フリークショーのジム・ローズ・サーカスからポエトリーリーディング、少林寺の武僧までがパフォーマンスを見せた。
また、会場にはテントが立ち、その中には政治や環境問題などのNPOの窓口、イラストや美術作品・工芸品などの展覧会、ビデオゲームのコーナーなどが設けられ、1990年代のカウンターカルチャーが集まる総合的な文化イベントの様相を呈した。
1991年以降は、メインステージのほかにセカンドステージが、さらに1996年からはサードステージが設けられ、新進のバンドや現地のバンドがセカンドステージなどで公演を行った。こうした小さなステージで公演を行うアンダーグラウンドのバンドからも、メインストリームへ躍り出るバンドが出現し、ロラパルーザは未知数のバンドが全米に名を知られるきっかけを多く作った。

### 成功と凋落

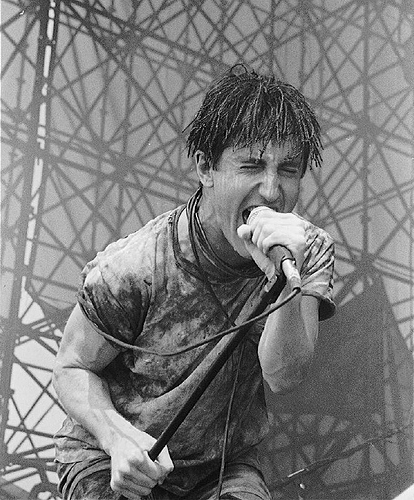
第1回ロラパルーザで歌うナイン・インチ・ネイルズのトレント・レズナー（1991年）

1990年代初頭のグランジの爆発は、ロラパルーザを時代の先端に押し上げた。1992年・1993年のフェスティバルは、ラップやハードロックのほかにグランジが多く取り上げられたほか、パール・ジャム、レイジ・アゲインスト・ザ・マシーン、レッド・ホット・チリ・ペッパーズなどがヘッドライナーとして参加し、モッシュやクラウド・サーフィングといったパンク・ロックのコンサートの聴衆のパフォーマンスが、フェスティバルにも持ち込まれた。また、詩や本の朗読、ジャングルジム、タトゥーやピアスを入れる店など、屋台の参加者が激増し、コンサート会場の外は市場のような状態となった。
当時は、チケット販売の際に、各開催都市のチケット店の前に行列ができ、何日もチケット店の前にキャンプを張って待つ人々もいた。しかし、チケットや会場の飲食物の値段、野外会場の無秩序さやセキュリティのなさには、怒りの声も上がった。日没後は、ゴミや毛布を燃やしてキャンプファイヤーを行う者もおり、舞台を取り巻く照明などの足場によじ上る者もいた。
1994年は、グランジの絶頂期であると同時に、悲劇の年でもあった。ニルヴァーナが同年のロラパルーザのヘッドライナーとなる予定だったが、彼らは4月7日に出演を辞退した。ボーカル・リードギターのカート・コバーンが遺体で発見されたのは、翌日の8日だった。
コバーンの未亡人であるコートニー・ラブは、同年のロラパルーザのいくつかの都市のステージに（スマッシング・パンプキンズのボーカルであるビリー・コーガンから時間を譲られて）サプライズゲストとして登場し、コバーンの喪失を聴衆に語った。
ロラパルーザの立役者だったファレルは、自分の新プロジェクトに集中するためとして、フェスティバル組織から離脱し、フェスティバルの権利を世界最大のタレント事務所であるウィリアム・モリス・エージェンシーに売却した。
この時期、未知のジャンルやバンドを多く紹介する1990年代初頭の冒険性は、徐々に薄らいでいた。多くの参加者は、1996年のメタリカの参加を「非メインストリーム」のミュージシャンを紹介してきたフェスティバルの歩みに反したものとみている。フェスティバルは、カントリー・ミュージックのスーパースターであるウェイロン・ジェニングスの参加やプロディジーなど、テクノミュージシャンの参加でジャンル横断性を維持しようとしたが、1998年のヘッドライナーを見つけることができず、結局、1997年の回が最後となった。

### 再生

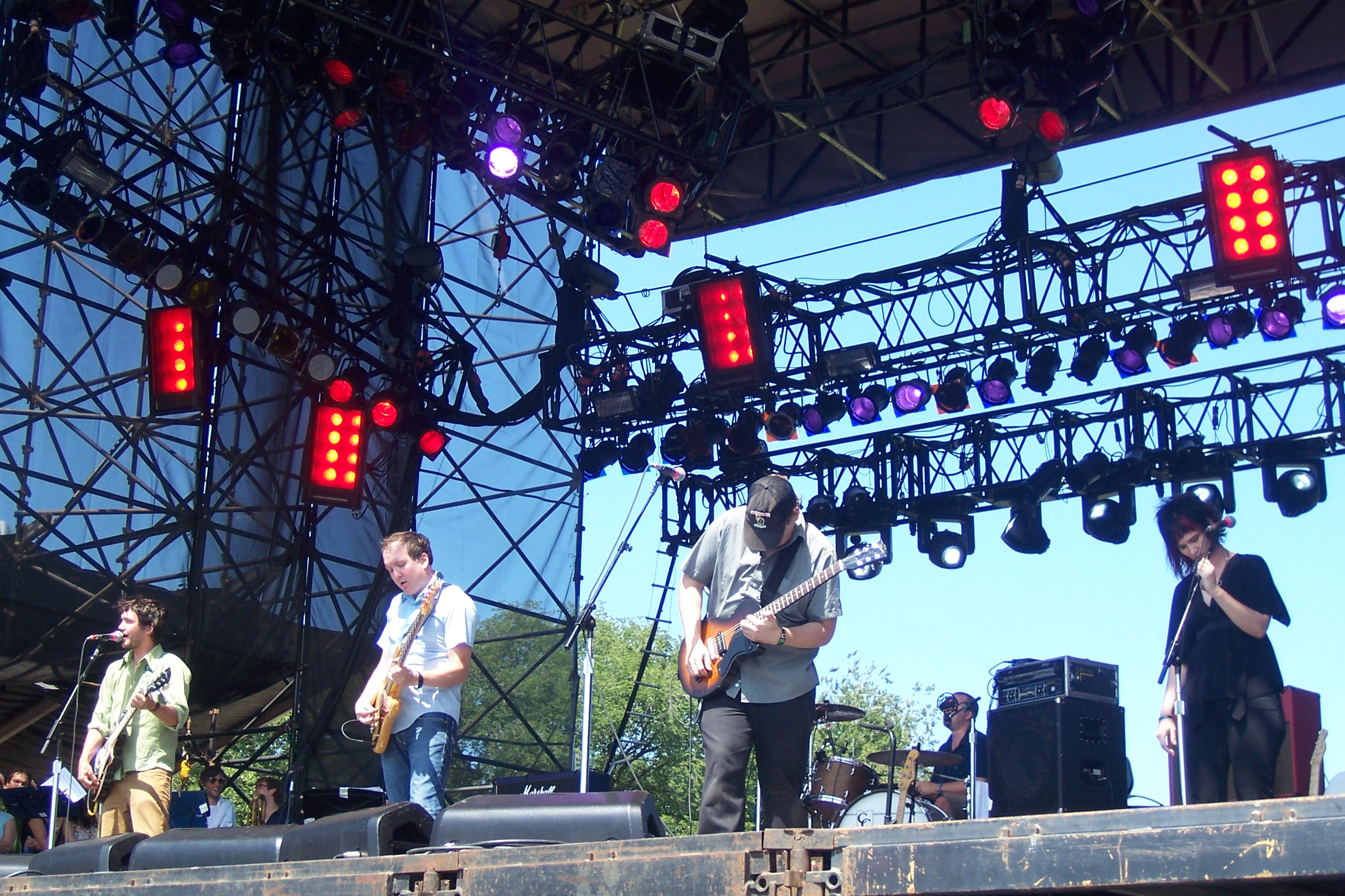
カーシヴのパフォーマンス（2006年）

2003年、ファレルはジェーンズ・アディクションを再結成し、新たなフェスティバルツアーを構想した。同年、ロラパルーザは復活し、30都市を7月から8月にかけて回ったが、チケットは価格の高騰により、売れ行きが芳しくなかった。翌2004年もツアーは予定されていたが、やはりチケットの売り上げは伸び悩み、その年の6月になってキャンセルされた。
ファレルは、キャピタル・スポーツ・アンド・エンタテインメント（現在のC3プレゼンツ）と組み、ロラパルーザ・ブランドを共有し、共同製作することになった。2005年に再開したロラパルーザは、シカゴでの2日間開催となった。ステージ数は5つに増え、より多様なジャンルからの70以上のミュージシャンが出演し、猛暑にもかかわらず、65,000人が集まる成功となった。以後、ステージ数や開催期間を増やしながら、フェスティバルは毎年続いている。開催地は、2011年までシカゴに固定されていたが、後に2018年までのシカゴ開催が決定している。

### 海外
2011年、チリ・サンティアゴで、ロラパルーザが開催された。これは、フェスティバルの初めての北米外での開催であった。カニエ・ウェスト、ザ・キラーズ、ジェーンズ・アディクションが、ヘッドライナーとして参加し、チリのローカルアーティストもたくさん出演した。2012年、初めてブラジル・サンパウロにて開催された。2013年には、イスラエル・テルアビブにて開催予定であったが、中止となった。その後、アルゼンチン、ベルリン、パリ、ストックホルムと、世界各地に進出していった。

## 主な出演者
2005年にシカゴでの現在のフォーマットになって以来、ロラパルーザに出演した日本人アーティストは、2010年のX JAPAN、2023年のBAND-MAID、リナ・サワヤマ、2024年の花冷え。、2025年の藤井風・おとぼけビ〜バ〜（予定）の6組。

### 2014年
ロラパルーザ・シカゴ
| 主な出演者 |
| --- |
| - インターポール - エミネム - ブロークン・ベルズ - ボンベイ・バイシクル・クラブ - フランシスカ・ヴァレンズエラ - AFI - リッキ・リー - チャーチズ - ウォーペイント - コーダライン - ザ・クークス - アバヴ&ビヨンド - キャッシュ・キャッシュ - Zedd |

| 主な出演者                                                                                                  |
| --- |
| - スプーン - ケイト・ナッシュ - アウトキャスト - フォスター・ザ・ピープル - ナズ - ジョン・バトラー・トリオ |

| 主な出演者                                                                |
| ------------------------------------------------------------------------- |
| - クローメオ - キングス・オブ・レオン - The 1975 - チャンス・ザ・ラッパー |

## ギャラリー

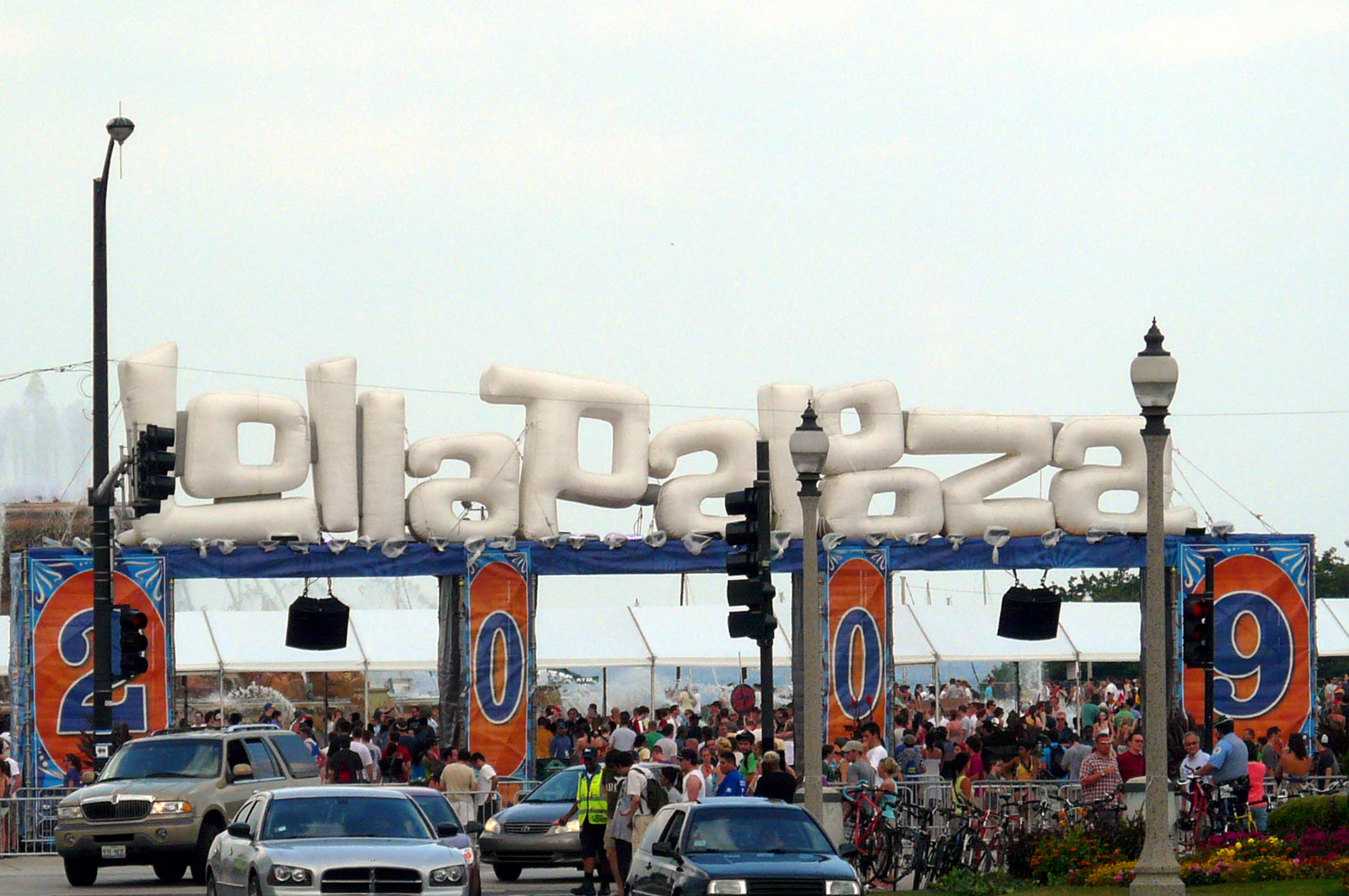
Chicago 2009
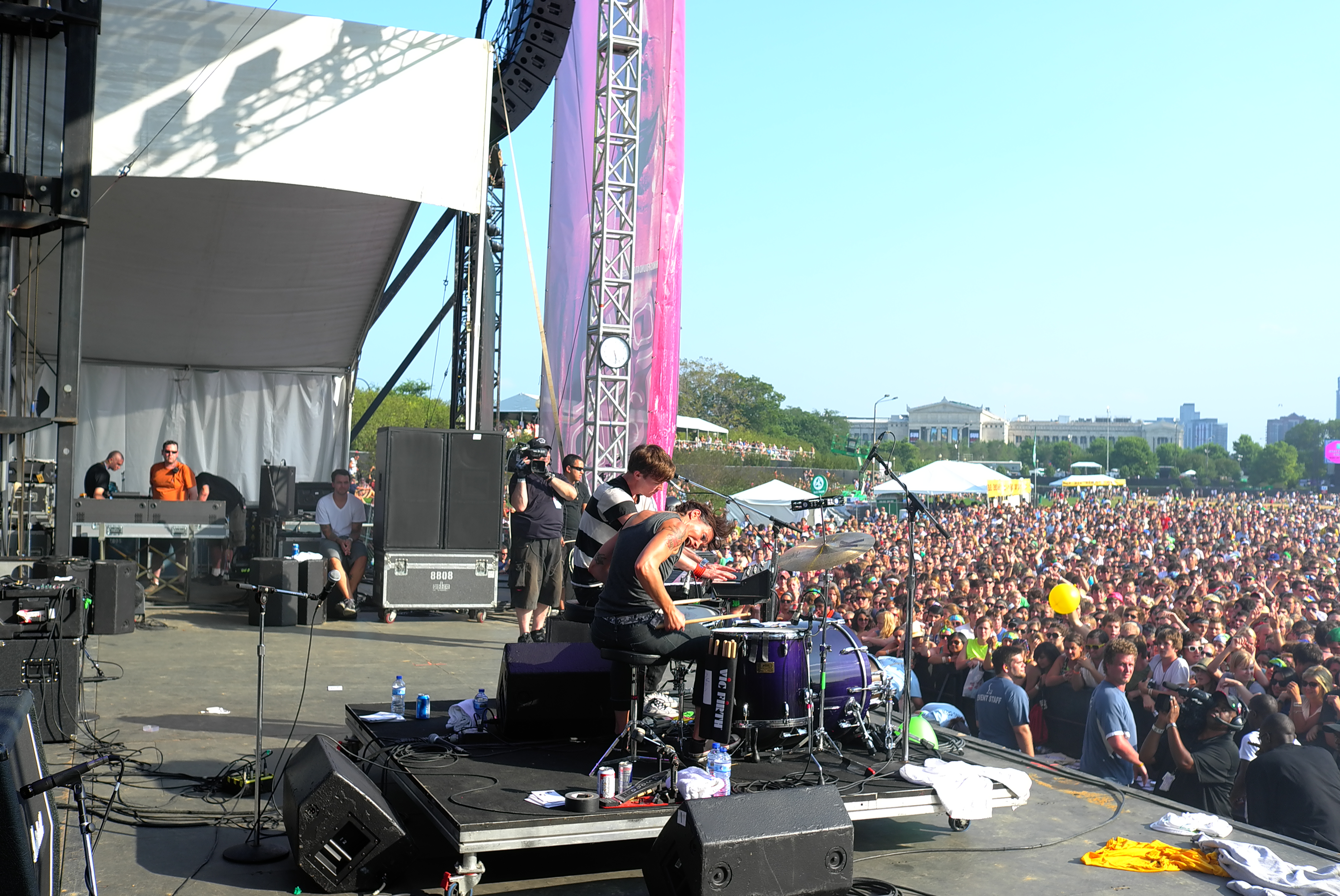
Chicago 2010
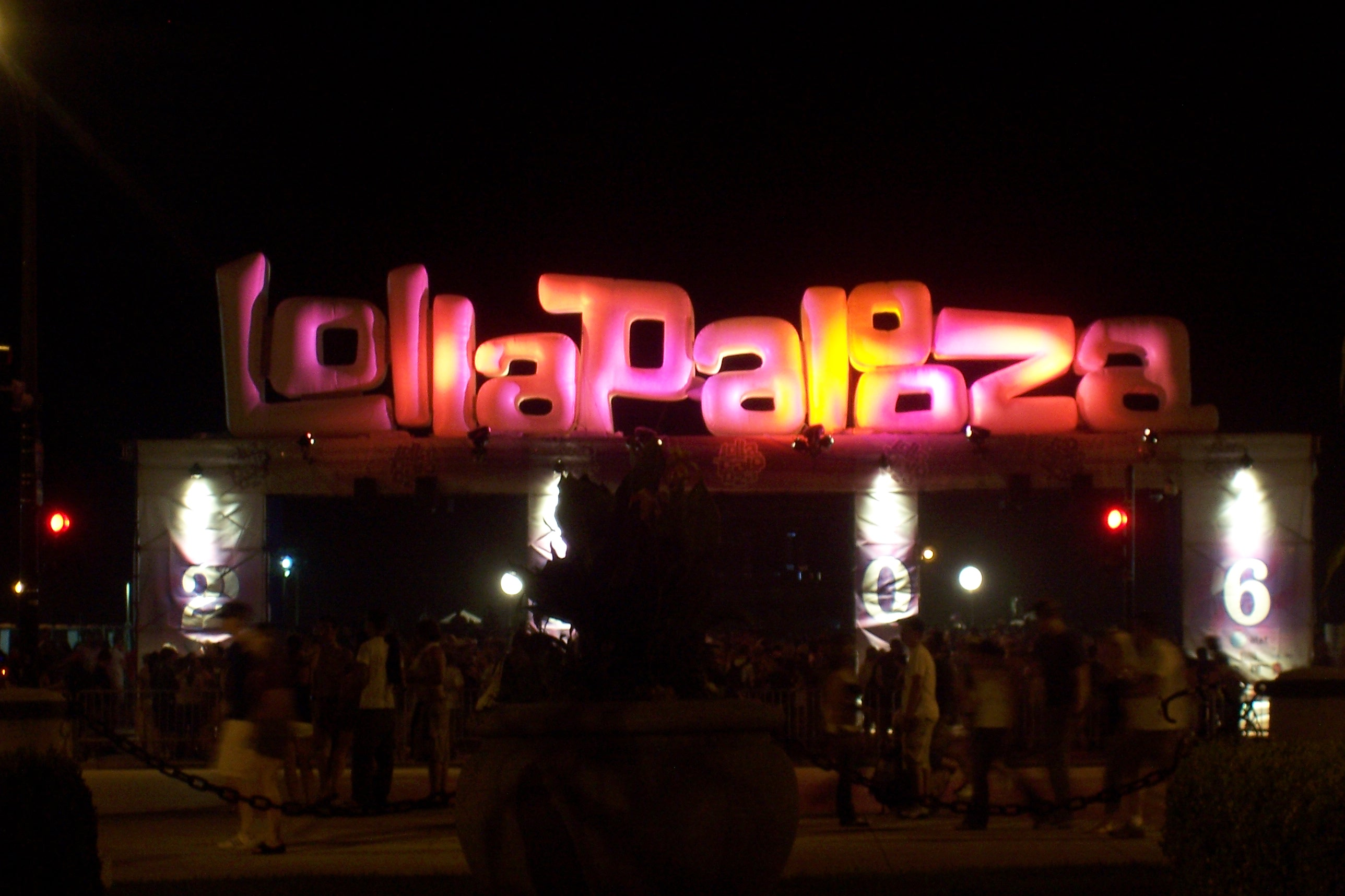
Chicago 2006
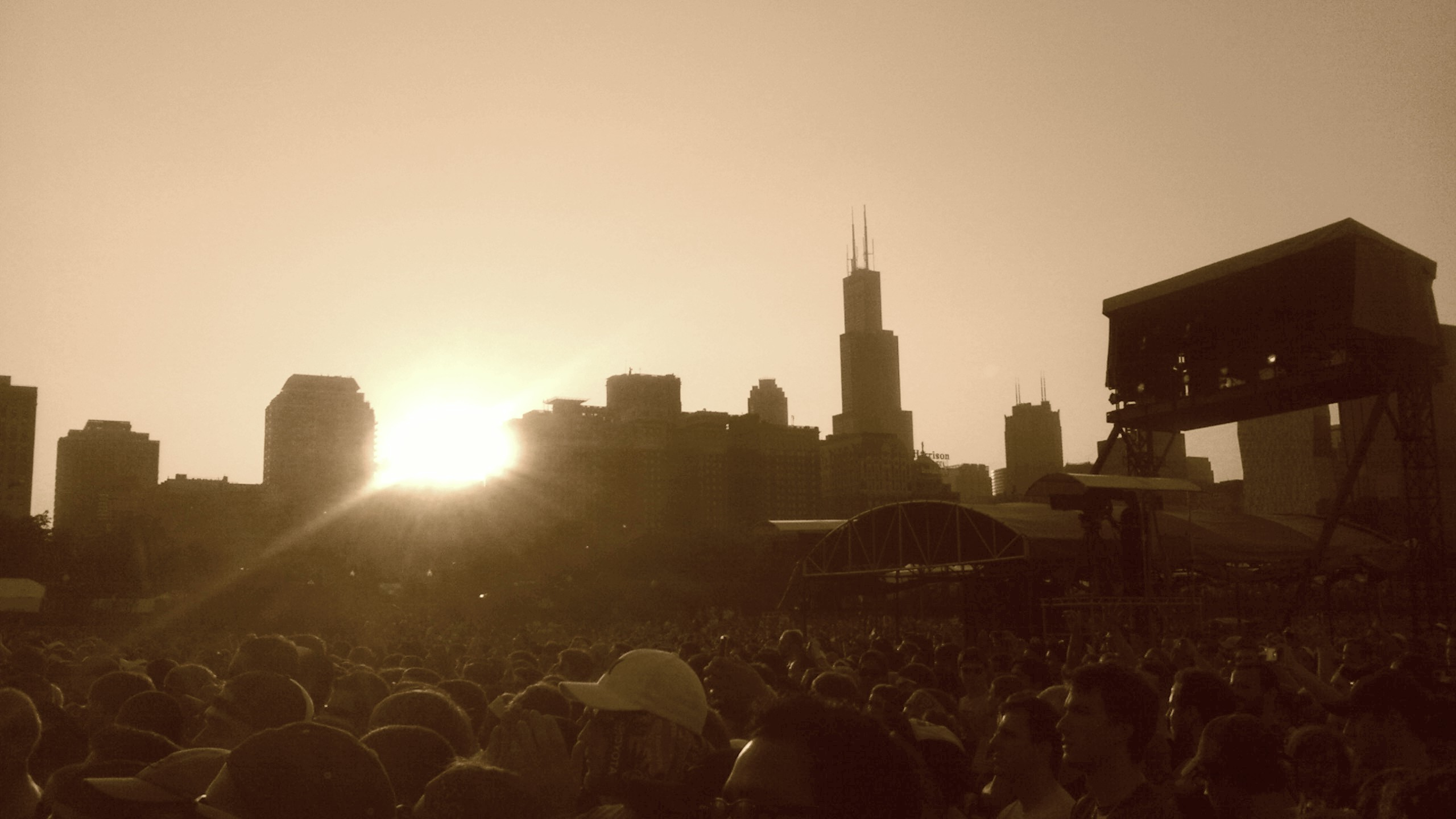
Chicago 2011
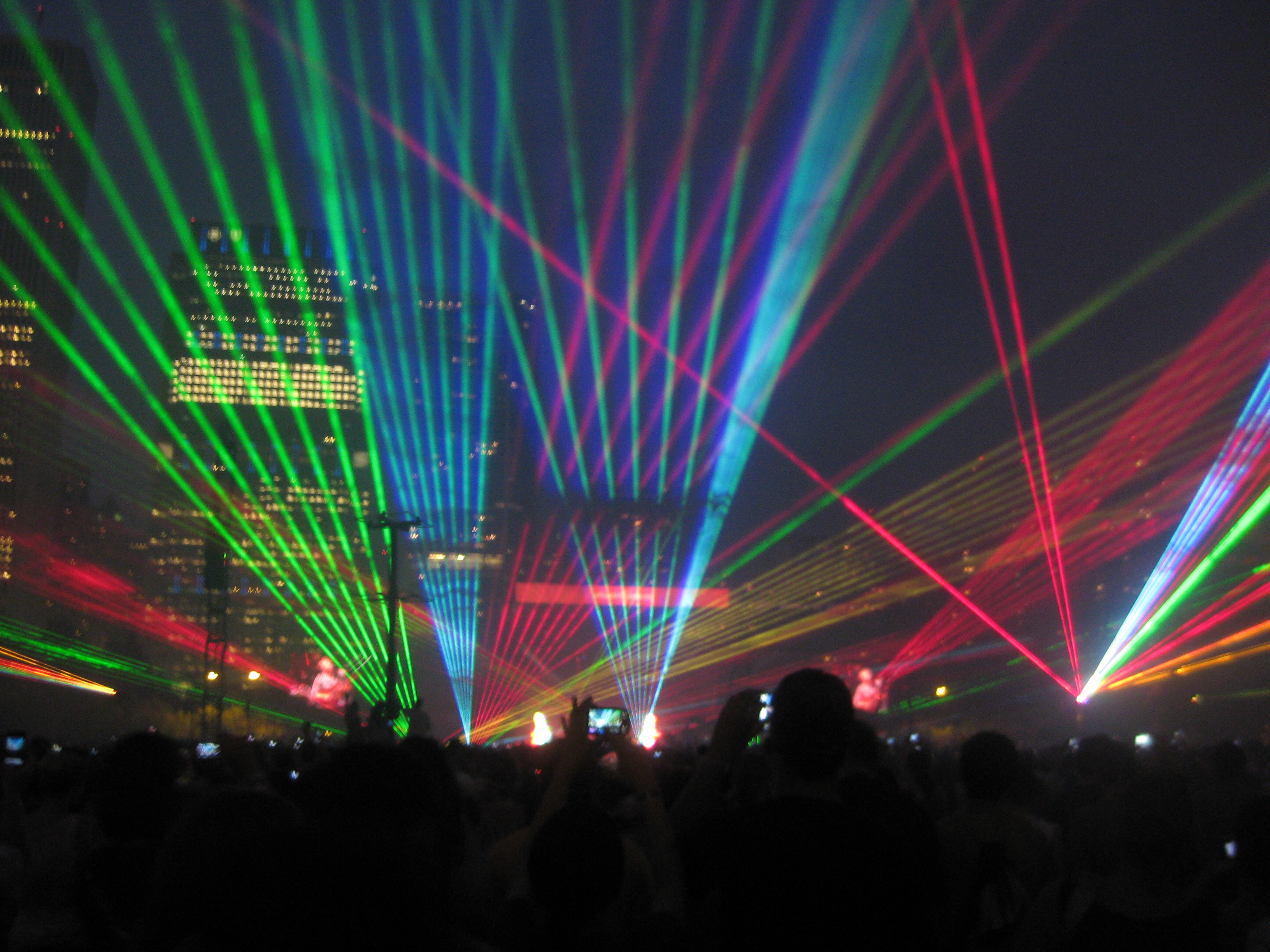
Chicago 2011
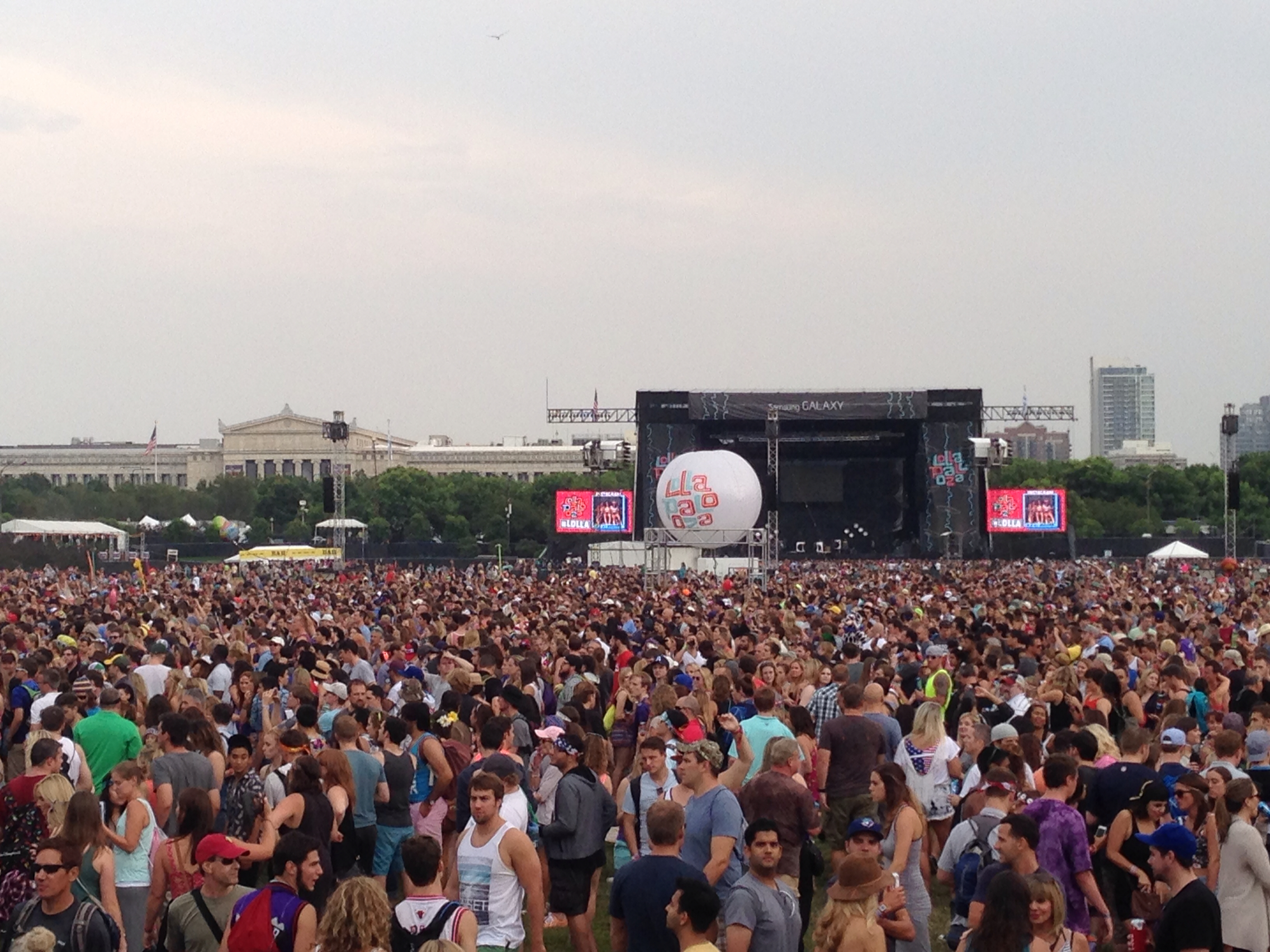
Chicago 2014
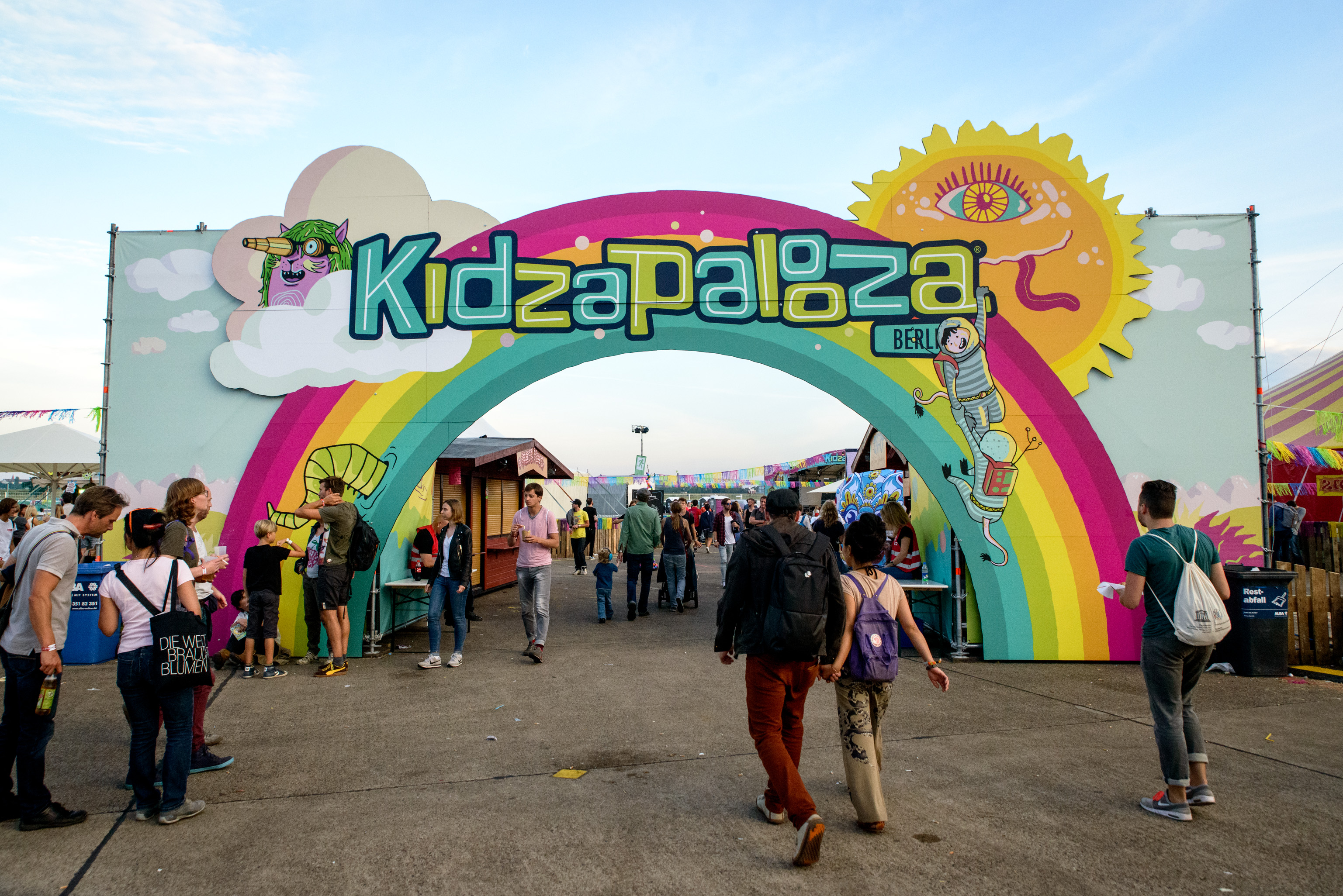
Chicago 2015
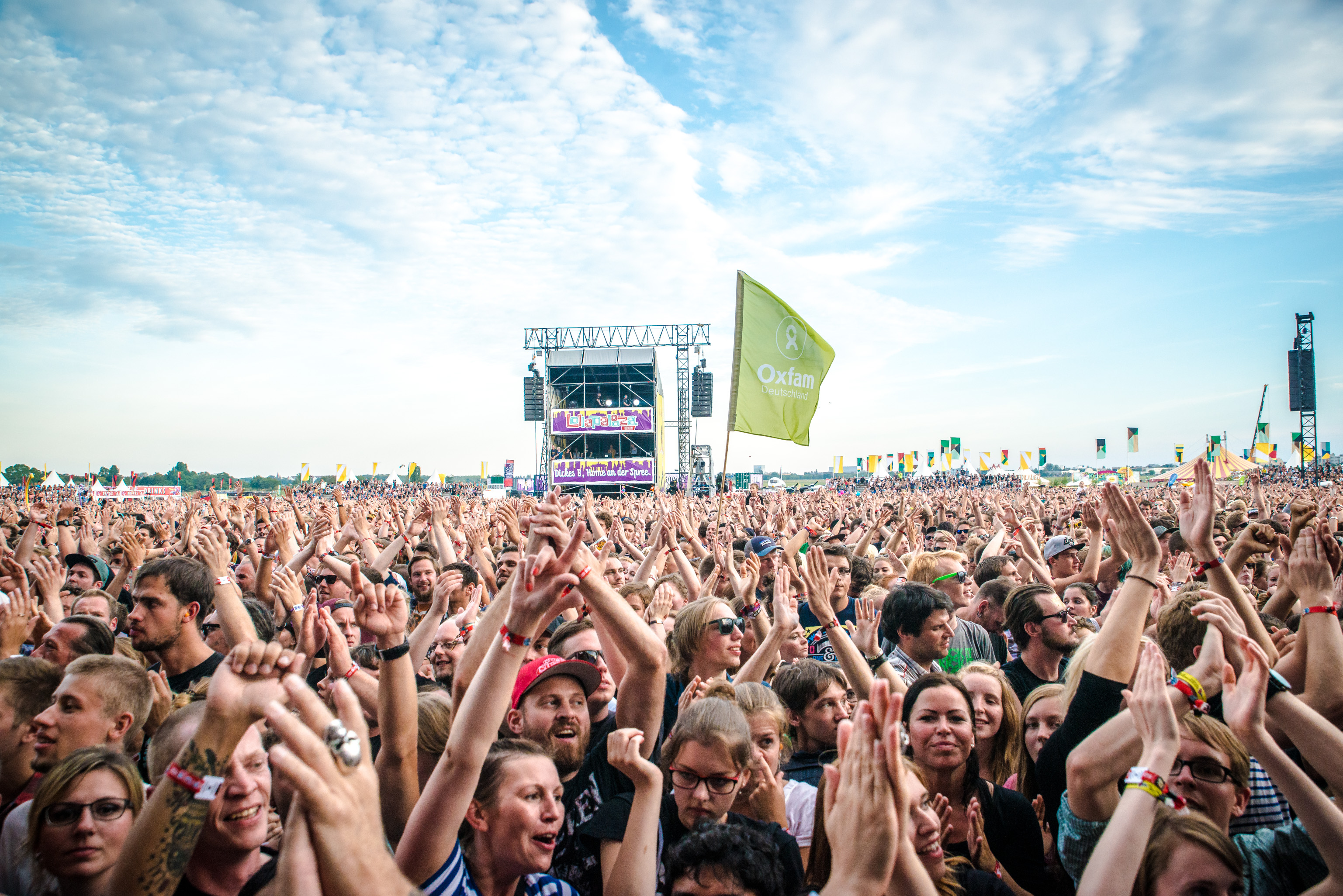
Chicago 2015
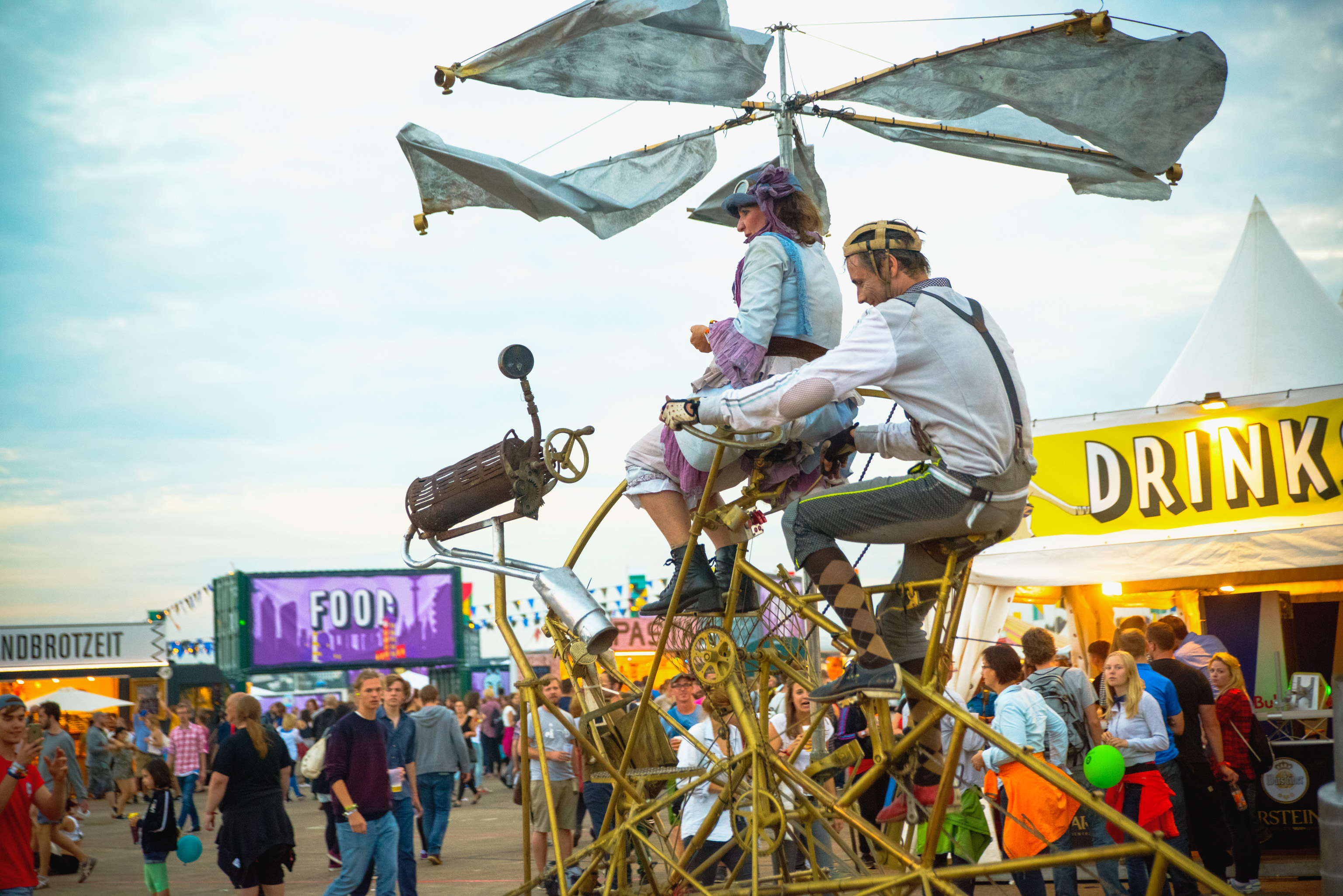
Chicago 2015